# Mata (rapper)
Mata, pseudonimo di Michał Matczak (Breslavia, 14 luglio 2000), è un rapper polacco.

## Biografia
Nato a Breslavia e figlio di Marcin Matczak, professore presso l'Università di Breslavia, Mata ha ottenuto la maturità nel 2019 al liceo Stefan Batory di Varsavia. Ha intrapreso la carriera musicale nello stesso anno, pubblicando l'album in studio di debutto 100 dni do matury, che ha esordito in vetta alla classifica polacca e che è stato certificato diamante dalla Związek Producentów Audio-Video con oltre 150 000 unità, risultando il 10º disco più venduto nel corso del 2020 a livello nazionale. Il disco ha prodotto i singoli Biblioteka trap, Prawy do lewego, Schodki, Mata Montana e Patointeligencja, tutti certificati almeno platino dalla ZPAV. Patointeligencja è divenuta la hit di maggior successo del rapper in suolo polacco, ottenendo il diamante per un totale di 100 000 unità vendute.
Nell'ambito del Fryderyk, il principale riconoscimento musicale polacco, ha trionfato due volte. Il 31 marzo 2021 è stato messo in commercio il singolo Patoreakcja, tratto dal disco Młody Matczak, che ha infranto il record di Polskie tango di Taco Hemingway per il brano con il maggior numero di stream in 24 ore nella classifica giornaliera polacca di Spotify, con 643 846 riproduzioni. Il primato è stato in seguito superato dal singolo Kiss Cam (podryw roku), che ha totalizzato 701 519 stream a giugno 2021. Il 11 agosto successivo entrambi i brani sono stati certificati diamante dalla ZPAV e hanno anticipato il secondo disco Młody Matczak, numero uno nella OLiS e certificato doppio diamante. La popolarità dell'LP si è convertita in un premio vinto su due candidature ai Fryderyk 2022.

## Discografia
- 2020 – 100 dni do matury
- 2021 – Młody Matczak
- 2023 – <33
- 2025 – 2039: Złote piaski

## Tournée
- 2022/23 – Mata Tour
- 2025 – Mata Tour 2040